# Eddy Hartono
Eddy Hartono Arbie (19 de julio de 1964) es un deportista indonesio que compitió en bádminton, en las modalidades de dobles y  dobles mixto.
Participó en los Juegos Olímpicos de Barcelona 1992, obteniendo una medalla de plata en la prueba de dobles. Ganó dos medallas en el Campeonato Mundial de Bádminton de 1989.

## Palmarés internacional
| Juegos Olímpicos   | Juegos Olímpicos    | Juegos Olímpicos  | Juegos Olímpicos |
| Año                | Lugar               | Medalla           | Prueba           |
| ------------------ | ------------------- | ----------------- | ---------------- |
| 1992               | Barcelona (España)  | Medalla de plata  | Dobles           |
| Campeonato Mundial |                     |                   |                  |
| Año                | Lugar               | Medalla           | Prueba           |
| 1989               | Yakarta (Indonesia) | Medalla de plata  | Dobles mixto     |
| 1989               | Yakarta (Indonesia) | Medalla de bronce | Dobles           |